# Paula (Windmühle)

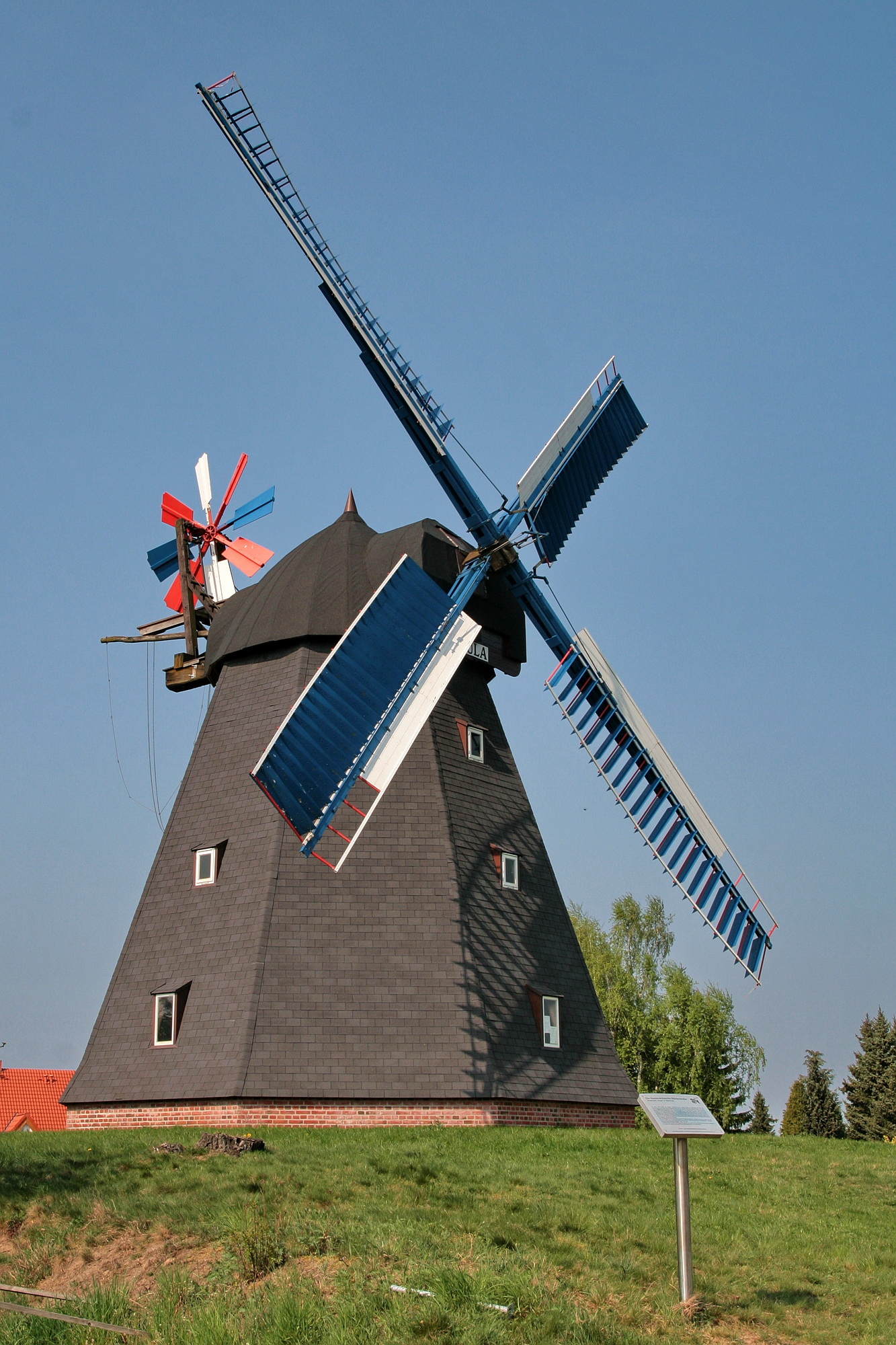
Die Windmühle Paula

Paula ist eine Holländermühle, die 1863 in Broitzem (heute Braunschweig) errichtet wurde und seit 1912 in Steinhude steht. Sie ersetzte eine alte Bockwindmühle von 1670 an diesem Standort, die durch einen Blitzschlag 1911 zerstört wurde.

## Beschreibung
Die Windmühle „Paula“ ist ein achtseitiger Holz-Erdholländer auf niedrigem Steinsockel. Das Mühlengehäuse besteht aus auf einem massiven Holzbalkengerüst angebrachten Holzplatten. Charakteristisch sind die gerade ausgeführten konischen Außenwände (ca. 25° zur Senkrechten), wie sie in Mecklenburg (Mühle Alt Schwerin) häufiger anzutreffen sind, im Gegensatz zu den in den Niederlanden und in Norddeutschland verbreiteten konkaven Holz-Mühlentürmen auf hohem Steinsockel. Die Mühle hat inklusiv Kappe vier Stockwerke (Böden: Sackboden, Mahlboden, Aufzugsboden und Kappenboden) mit zwei Mahlwerken, einem Walzenstuhl, einem eisernen Räderwerk, einem Mehlsichter und auch einem Fahrstuhl. Die Flügel werden mit von innen (durch die Flügelwelle) gesteuerten Jalousieklappen reguliert. Die drehbare Mühlenkappe in der gegenüber der Bootsform selteneren Glockenform (in Mitteldeutschland verbreitet wie bei der Holländermühle Beilrode) beherbergt die schräg eingesetzte Flügelwelle, die vorne das Flügelkreuz und etwa in der Mitte das Kammrad trägt. Vorne und hinten sind an die Kappe ein kurzer bzw. längerer spitzbogiger Tunnel angesetzt, vorn für den Flügelwellenaustritt, hinten zur Aufnahme und Transmission der 4 m großen Windrose, die die Flügel in die jeweilige Windrichtung dreht. Als Hauptantrieb in der Mühle dient der Bunkler, der sich im vierten (Kappen)boden befindet. Er überträgt die Energie vom auf der Flügelwelle sitzenden Kammrad auf die Königswelle. Zwei Mühlsteine bilden einen Mahlgang, wobei sich der obere der beiden dreht, um das zwischen die beiden Steine geführte Getreide zu zermahlen. Die beiden Mahlsteine (Bodenstein und Läufer(stein)) sind von einer Holzabdeckung, der Bütte, umgeben, die den Mahlstaub zurückhält. Im Sackboden der Windmühle befindet sich ein sehr alter Walzenstuhl, der als Alternative zu den Mahlsteinen genutzt werden konnte.

## Geschichte

Bockwindmühle Steinhude (1897)

1670 erteilte Graf Philipp I. zu Schaumburg-Lippe der Gemeinde Steinhude die Genehmigung zum Bau einer Bockwindmühle, nachdem 1668 eine Anfrage eingereicht worden war. Die Mühle war für die Steinhuder notwendig, da um diese Zeit Mahlzwang bestand. Zunächst wurde eine andere Mühle errichtet, die jedoch mit einer Steuer, der Windsteuer, belegt wurde, da sie nicht zur Landesherrschaft gehörte. 1691 boten die Steinhuder Bürger dem regierenden Grafen 1000 Taler als Ablösung der jährlichen Steuer von 18 Talern. Der Graf akzeptierte, die Mühle wurde der Aufsicht des Amtes Hagenburg entzogen, ebenso die Frondienste beim Amt Hagenburg abgelöst. Ein Antrag auf einen zweiten Mahlgang wurde 1834 abgelehnt.
Im Jahre 1911 zerstörte ein Blitzschlag die alte Steinhuder Bockmühle völlig. Eine Gruppe Steinhuder Bürger kaufte 1912 als Ersatz einen dreistöckigen Erdholländer aus Broitzem bei Braunschweig (heute Stadtteil von Braunschweig), die später Paula genannte Mühle (erbaut 1863 von Theodor Burgdorff, einem der berühmtesten Mühlenbauern Deutschlands des 19. Jahrhunderts, für den Müller Friedrich Wrede, Umbau 1880). Sie wurde durch die Nienburger Mühlenbaufirma Huischen umgesetzt und erneuert (Einbau zweier neuer Mehlsichter sowie eines Diesel- und eines Elektrohilfsmotors).

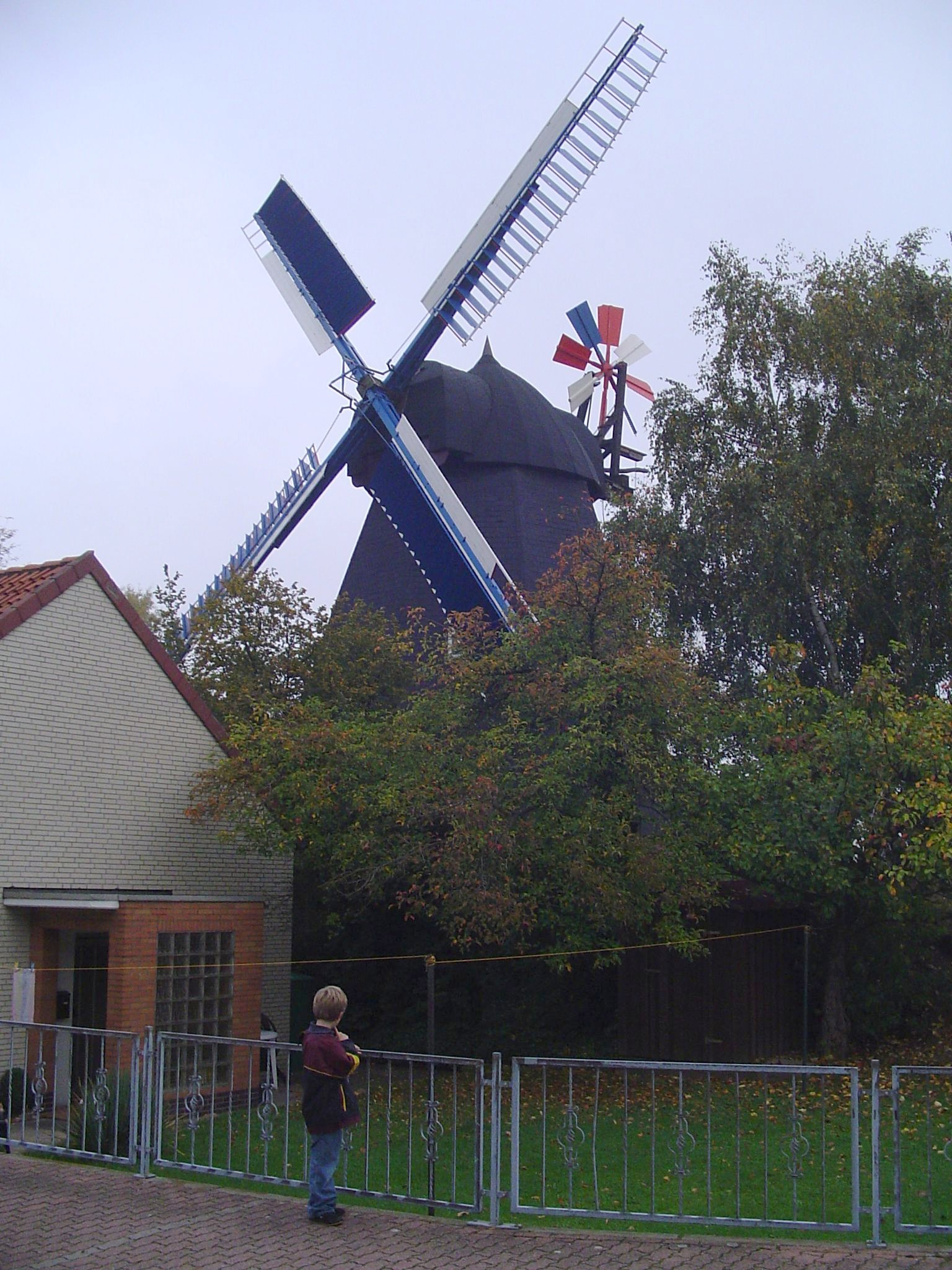
Mühle Paula in einer anderen Ansicht

1935 erhielt die Windmühle ein neues Flügelkreuz. 1945 wurde sie nach entstandener Stilllegung während des Zweiten Weltkrieges geplündert. 1948 wurde der Betrieb nach Wiederaufbau und Instandsetzung durch die Firma Huischen wieder aufgenommen, unter Verwendung von Teilen anderer zerstörter Mühlen, dazu Einbau eines Getreidesilos und eines Saatgutreinigers.
Nach einem Orkan im Februar 1962 wurde ein Großteil der Mühle schwer beschädigt: die Flügelwelle sprang aus dem Vorderlager, das Kammrad brach, drei der vier Flügel fielen auf das Dach der Mühle und zerstörten es. Die Nutzung der Mühle war jedoch für die damaligen Anteilseigner wegen inzwischen neugebauter Dampfmühlen in der Region ohne weiteres Interesse und damit auch die Reparatur der Mühle. 1963 wurde der “Verein zur Erhaltung der Steinhuder Windmühle e.V.” gegründet. Er beauftragte im selben Jahr die Instandsetzung der Mühle. Der Neubau der Kappe und der Jalousieflügel wurde durch die Firma Huischen ausgeführt, die Maschinenfabrik Weymann aus Osnabrück goss ein neues Kammrad, eine weitere Herrichtung der Mühle „Paula“ erfolgte aus Einzelteilen anderen Mühlen. Von 1948 bis 1979 arbeitete Hubert Pare als Müller in der Steinhuder Windmühle. Manfred Behme betrieb als gelernter Müller bis 1998 die Steinhuder Windmühle als Museumsmühle. Sein Nachfolger wurde Müllerei- und Mühlenbautechniker Rüdiger Hagen als ehrenamtlich betreuender Windmüller „Paulas“. Er konnte im Jahre 2000 auf den von ihm instand gesetzten und restaurierten Maschinen erstmals wieder einige Säcke Weizen mahlen. Risse im Fundament und in einigen Balken, dazu Schäden am Aufsatzzahnkranz und Krühmechanismus führten 2001 zur Stilllegung der Mühle. Von 2004 bis Mai 2005 wurde das Mühlengebäude saniert. Weitere Restaurierungsarbeiten des Innenbereiches sind notwendig, um die Mühle auch wieder „mahlfähig“ zu machen.
Von den ehemals acht Windmühlen rund um das Steinhuder Meer, die noch zu Beginn des 20. Jahrhunderts in Steinhude, Großenheidorn, Altenhagen, Winzlar, Mardorf, Schneeren und zwei in Bergkirchen in Betrieb waren, ist die Steinhuder Mühle „Paula“ die einzige noch vollständig mit ihrer technischen Einrichtung erhaltene Mühle. Die Mühlen dienten früher den Fischern und Seglern mit ihren Flügeln als Windrichtungsanzeiger.